# Anna Oventrop
Anna Oventrop (* 28. April 1878 in Hagen; † 25. September 1932 ebenda) war eine sozialdemokratische Politikerin.
Oventrop besuchte nach der Volksschule ein Lehrerinnenseminar. Im Jahr 1904 wurde sie zunächst Hilfslehrerin an einer Volksschule in Hagen, später wurde sie technische Hilfslehrerin und seit 1906 bis zu ihrem Tod war sie Lehrerin für Turnen und Handarbeiten an der höheren Mädchenschule in Hagen.
Politisch schloss sich Oventrop 1918 der USPD an. Im Jahr 1922 wechselte sie zur SPD.
In Hagen war Oventrop Vorsitzende der Arbeiterwohlfahrt und von 1925 bis 1932 Mitglied der Stadtverordnetenversammlung. Von 1921 bis 1932 gehörte sie dem preußischen Landtag an.